# Уайт, Эдвард Дуглас
Эдвард Дуглас Уайт (англ. Edward Douglass White; 3 ноября 1845 — 19 мая 1921) — американский политик, юрист и государственный деятель. Занимал должность 9-го председателя Верховного суда США.

## Ранняя жизнь и образование
Уайт родился 3 ноября 1845 года на плантации своих родителей, ныне известной как Белый дом Эдварда Дугласа недалеко от города Тибодоксвилль (ныне Тибодо) в округе Лафурш на юге Луизианы. Его отец Эдвард Дуглас Уайт-старший занимал пост губернатора Луизианы. Его мать Кэтрин Сидни Ли (Рингголд). Большая плантация семьи Уайт в Луизиане специализировалась на выращивании и переработки сахарного тростника для последующей продажи.
Предки Уайта по отцовской линии имели ирландское католическое происхождение. Уайт воспитывался религиозной семье и придерживался католицизма всю свою жизнь.
Сначала он учился в иезуитской средней школе в Новом Орлеане, затем в колледже Маунт-Сент-Мэри недалеко от Эммитсбурга, штат Мэриленд. Затем он учился в Джорджтаунском университете в Вашингтоне, округ Колумбия. После гражданской войны в США он вернулся к академической работе и изучал право в Университете Луизианы (ныне Тулейнский университет) в Новом Орлеане.
Учеба Уайта в Джорджтауне была прервана Гражданской войной. Единственное задокументированное свидетельство службы Уайта в составе войск Конфедерации состоит из отчета о его поимке 12 марта 1865 года во время акции в Морганце в округе Пуэнт-Купи, которая содержится в Официальных отчетах гражданской войны в США. Данная запись подтверждают его службу в звании лейтенанта.
Служба Уайта в гражданской войне стала общеизвестной во время его первоначального назначения в Верховный суд США. Периодическое издание Confederate Veteran, издаваемое для ветеранов США, поздравило его с утверждением. Уайт был одним из трех бывших солдат Конфедерации, служивших в Верховном суде США.

## Политическая карьера
В 1866 году Уайт был принят в коллегию адвокатов и начал свою практику в Новом Орлеане. В 1874 году Уайт работал в Сенате штата Луизиана. В период с 1878 по 1880 год он работал Верховном суде Луизианы. В 1891 году Законодательное собрание штата избрало его в состав Сенат США.

## Верховный суд США
Уайт был назначен президентом США Гровером Кливлендом на должность судьи Верховного суда США в феврале 1894 года после неудачных выдвижений Уильяма Б. Хорнблауэра и Уилера Хазарда Пекхэма. В отличие от других кандидатур, кандидатура Уайта была одобрена Сенатом США в тот же день, когда они были получены. 12 марта 1894 года он принял судебную присягу.
Уайт обычно считался одним из наиболее консервативных членов суда. Уайт написал решение 1916 года, подтверждающее конституционность Закона Адамсона, который предусматривал максимальный восьмичасовой рабочий день для железнодорожников.
Президент США Уильям Говард Тафт назначил Уайта на должность председателя Верховного суда США в декабре 1910 года после смерти Мелвилла Фуллера. Хотя Уайт проработал в Верховном суде США шестнадцать лет, его назначение было спорным, во-первых, потому что Уайт был демократом, а Тафт — республиканцем, а во-вторых, потому что Уайт был первым действующим судьей, назначенным на должность председателя.
В 1916 году Уайт написал решение, подтверждающее конституционность Закона Адамсона, который предусматривал максимальный восьмичасовой рабочий день для железнодорожников. Он обычно был консервативен в расовых вопросах, как и большинство судей. Однако он писал большинство решений в пользу гражданских прав по важным делам. В конце жизни он выразил сожаление по поводу участия в Гражданской войне и своей роли в ней.
Уайт ввел в антимонопольное законодательство «правило разума», которое серьезно ограничивало власть правительства контролировать монополии.
В качестве и судьи, и председателя Уайт в свое время добился несомненного успеха. Его основные мнения демонстрируют впечатляющее знание закона и способность к творческому мышлению, а голоса суда показывают его умение содействовать достижению консенсуса и уберегать суд от неприятностей.
Кандидатура Уайт был утверждена Сенатом США, и 19 декабря 1910 года он принял судебную присягу. Во время своего пребывания на посту председателя Уайт приводил к присяге президентов США Вудро Вильсона (дважды) и Уоррена Гардинга. На момент своей смерти 21 мая 1921 года он проработал в Суде в общей сложности 26 лет, 10 из которых занимал должность председателя. Его сменил бывший президент Тафт, который давно мечтал занять данный пост.

## Брак и семья
Уайт женился на Лейте Монтгомери Кент, вдове Линдена Кента, 6 ноября 1894 года в Нью-Йорке. Его жена была дочерью Ромонцо и Вирджинии Хай Монтгомери. Уайт сделал ей предложение до ее первого замужества, но получил отказ и сделал предложение снова после смерти ее первого мужа в 1892 году.

## Смерть
Уайт умер 19 мая 1921 года в возрасте 75 лет. Он похоронен на кладбище Оук-Хилл в Вашингтоне, округ Колумбия.

## Наследие и награды
- В его честь была установлена бронзовая статуя в Центре посетителей Капитолия США в Вашингтоне, округ Колумбия, как часть Национальной коллекции Скульптурного зала[6].
- В его честь также была установлена статуя перед зданием Верховного суда Луизианы в Новом Орлеане, пока ее не убрали в декабре 2020 года[7].
- Юридический центр Университета штата Луизиана учредил ежегодные лекции Эдварда Дугласа Уайта. На них выступили выдающиеся ораторы, юристы и государственные деятели.
- В 1995 году имя Уайта было посмертно занесено в состав лиц зала славы в Виннфилде Политический музей Луизианы.
- Пьеса "Отец-главный судья: Эдвард Дуглас Уайт и Конституция " Пола Байера, профессора Юридического центра имени Пола М. Хеберта основана на жизни Уайта.
- Католическая средняя школа Эдварда Дугласа Уайта в Тибодо, штат Луизиана была названа в его честь.
- Во время Второй мировой войны Свобода корабль SS Эдвард Д. Уайт был построен в Брауншвейге, штат Джорджия и назван в его честь[8].